# 岸滋彦
岸 滋彦（きし しげひこ、1969年12月4日 - ）は、滋賀県出身の元騎手・現調教助手。
JRA調教師の宮本博は従兄にあたる。

## 来歴
厩務員であった父親の影響から騎手を目指し、1985年に4期生として競馬学校に入学。同期には岡潤一郎、内田浩一らがいる。1988年に栗東・梅田康雄厩舎所属としてデビューし、3月5日の中京競馬場第2競走アラブ4歳以上700万下・トリプレックス（8頭中5着）で初騎乗を果たすと、同12日の中京第7競走4歳以上400万下・ダイタククルークで初勝利を挙げた。1年目の同年は36勝を挙げる活躍をしたが、岡の44勝には及ばず、最多勝利新人騎手とはなれなかった。
2年目の1989年には20頭中20番人気サンドピアリスでエリザベス女王杯に勝利し、重賞初制覇とGI初制覇を同時に達成。19歳11ヶ月でのGI制覇は、前年に武豊が菊花賞で記録した19歳8ヶ月でのGI制覇に次ぐ当時2番目の年少記録でもあった。サンドピアリスは春にダートで2勝していたが、芝では京都4歳特別で0秒5差とはいえ9着に敗れるなど2戦2敗であった。秋にはダートの900万下に3回出走していずれも掲示板外に敗れていたが、馬主のヒダカ・ブリーダーズ・ユニオンが「（一口馬主としての）初年度募集馬をGIに出走させたい」と考えた。吉永忍調教師も、岸が前週の菊花賞でGI騎乗の予定が、騎乗馬のムービースターが除外となって落ち込んでいたのを見て、GIに出走させてやりたいと考えた為に出走に繋がった。実況していた杉本清（当時・関西テレビアナウンサー）が最後の直線で「外を通りまして3枠から一頭サンドピアリスだ…、おおなんとサンドピアリスだ」と一瞬絶句した後にサンドピアリスの名前を伝え、ゴール前では「しかしびっくりだ、これはゼッケン番号6番、サンドピアリスに間違いない!」と叫んだ。エリザベス女王杯の勝利は陣営にとっても予想外の出来事に映り、岸と吉永にしても、勝利インタビューで「サンドピアレス…」と馬の名前を最後まで間違えて答えていた。
3年目の1990年にはエイシンサニーで優駿牝馬に勝利し、初のクラシック制覇を達成。レースは直線で内外にばらけて追い上げを図り、エイシンサニーは馬群の中央に位置。まず先行した3番人気のケリーバッグと18番人気のイクノディクタス、中団に位置した1番人気の桜花賞馬アグネスフローラが大逃げのトーワルビーを交わして3頭の先頭争いとなるが、その中から馬群の中央にいたアグネスフローラが抜け出していた。同じ頃にそのアグネスフローラの背後、数馬身後ろにいたエイシンサニーが仕掛けて、アグネスフローラの内側から追い上げを開始。残り100mでアグネスフローラに並びかけて2頭の競り合いとなり、エイシンサニーがそれを制した。岸は鞭を持つ右手でガッツポーズをしながら、アグネスフローラに4分の3馬身差を付けて入線。勝ち時計2分26秒1は、1977年にリニアクインが記録した2分28秒1を2秒上回り、レースレコードを樹立した。2年連続の牝馬GI制覇により「牝馬の岸」の異名を得た一方、私的にスキーに行っていたために騎手免許更新の手続きを忘れるという失態を犯し、反省のため1ヶ月間騎乗を自粛した。
1991年にはダイタクヘリオスでマイルチャンピオンシップを勝利するなど、自身最多となる年間69勝を挙げた。岸はダイタクヘリオスを前年のクリスタルカップで重賞初制覇に導くが、この時はゴール手前で2回後ろを振り返ることができるほどの完勝で、梅田やビゼンニシキ産駒にとっても初めての重賞タイトルであった。10番人気で挑んだ同年の安田記念ではハイペースを中団外で追走し、直線では外から先行馬を交わして抜け出したが、さらに外から追い込むダイイチルビーにゴール手前で交わされて2着と惜敗していた。1992年のマイルCSでは4番手追走から第3コーナーの坂の下りで先頭を奪取し、独走状態で直線に向いてリードを作ると、後方から追い上げてきたシンコウラブリイ、ナイスネイチャなどに1馬身半差を付けて連覇を達成。1984年・1985年連覇のニホンピロウイナーに続く史上2頭目のマイルCS連覇を達成し、獲得賞金は6億7595万2400円でシンボリルドルフ、オグリキャップ、メジロマックイーンに続いて史上4頭目となる6億円超えを果たした。勝ち時計1分33秒3は1990年にパッシングショットが樹立したレースレコード1分33秒6を0.3秒上回り、1977年にアイノクレスピンが樹立したコースレコード1分33秒5を0.2秒上回った。
武豊、岡潤一郎と共に、当時の関西の将来を背負う3人の「一文字（の名字の）騎手」の一人と評価され、1992年からはデビュー当初のビワハヤヒデの主戦を務める。当初は熊沢重文が乗る予定であった新馬を2着に大差の圧勝、もみじSレコード勝ち、デイリー杯3歳Sを芝1400mの3歳レコードを一挙に1秒2短縮する1分21秒7で勝つなど3連勝。朝日杯3歳Sではマスコミから「オグリ、マックイーンの再来」と書き立てられ、当日は単勝1.3倍の圧倒的な1番人気に支持された。レースでは道中中団から最終コーナーにかけて進出したが、直線ほぼ並ぶ形で抜け出した南井克巳のエルウェーウィンにハナ差競り負け、2着と敗れた。岸はエルウェーウィンの主戦も務めており、ビワハヤヒデの鞍上を選んだことで南井に乗り替わっていた。朝日杯での敗戦後に馬主の中島勇が騎手の交代を要求したが、この時はビワハヤヒデが関東到着と同時に気持ちが萎縮してしまい、そのような状態で出走していたことを理由に、浜田光正調教師が岸を庇っていたため続投が決まった。1993年は東京優駿を見越して東京の共同通信杯4歳Sに出走し、再び単勝1.3倍の圧倒的人気となったが、先行したマイネルリマークを捉え切れず、前走に続いてハナ差で敗れた。調整途上での惜敗でもあったため浜田はこの敗戦を大きく捉えることはなかったが、馬主の中島は不満を抱き、騎手の交替を要求。浜田は中島と3度話し合いを行い、岸の責任ではないと留保を求めたが、中島の騎手交代に対する意志が堅いと感じると、栗東の厩舎の応接間で岸を呼び、自ら今回の事情と中島の意向を伝えた。このような形で納得を得たところで、岸はビワハヤヒデの主戦から降板することになった。岸は共同通信杯の敗戦と降板について、「完全に油断負けです。相手をナメてはいけないということを、ビワハヤヒデから教わりました。クラシックでの乗り方などもいろいろ考えていたのですが、（このレースで）負けたのだから、降ろされることは覚悟していました」と述懐している。
ビワハヤヒデ降板後も1997年までは中堅騎手としてコンスタントな活躍を見せたが、1998年に落馬事故、1999年8月6日には歩行中に自動車に跳ねられて負傷。この怪我が尾を引いて次第に騎乗機会が減少し、2002年の夏からは調教に専念するようになった。2003年、騎手免許の更新を行わずに現役を引退。
引退後は梅田康雄厩舎の調教助手に転向し、北出成人厩舎を経て、現在は笹田和秀厩舎に所属している。2019年の報知杯フィリーズレビューでプールヴィルと1着を分け合ったノーワンなどの調教を担当している。

## 騎手成績
| 年     | 区分 | 1着 | 2着 | 3着 | 4着以下 | 出走数 | 勝率 | 連対率 |
| ------ | ---- | --- | --- | --- | ------- | ------ | ---- | ------ |
| 1988年 | 平地 | 36  | 30  | 21  | 297     | 384    | .094 | .172   |
| 1989年 | 平地 | 29  | 38  | 43  | 410     | 520    | .056 | .129   |
| 1990年 | 平地 | 46  | 41  | 66  | 360     | 513    | .090 | .170   |
| 1991年 | 平地 | 69  | 55  | 52  | 412     | 588    | .117 | .211   |
| 1992年 | 平地 | 57  | 44  | 60  | 351     | 512    | .111 | .197   |
| 1993年 | 平地 | 54  | 59  | 49  | 451     | 613    | .088 | .184   |
| 1994年 | 平地 | 35  | 62  | 52  | 462     | 611    | .057 | .159   |
| 1995年 | 平地 | 28  | 40  | 53  | 394     | 515    | .054 | .132   |
| 1996年 | 平地 | 33  | 31  | 36  | 380     | 480    | .069 | .133   |
| 1997年 | 平地 | 21  | 22  | 13  | 278     | 334    | .063 | .129   |
| 1998年 | 平地 | 6   | 7   | 15  | 157     | 185    | .032 | .070   |
| 1999年 | 平地 | 8   | 6   | 14  | 124     | 152    | .053 | .092   |
| 2000年 | 平地 | 6   | 11  | 4   | 138     | 159    | .038 | .107   |
| 2001年 | 平地 | 2   | 2   | 4   | 59      | 67     | .030 | .060   |
| 2002年 | 平地 | 1   | 1   | 1   | 36      | 39     | .026 | .051   |
| 2003年 | 平地 | 0   | 0   | 0   | 0       | 0      | .000 | .000   |
| 通算   | 平地 | 431 | 449 | 483 | 4309    | 5672   | .076 | .155   |

### 主な騎乗馬
※太字はGIレース。
- サンドピアリス（1989年エリザベス女王杯）
- エイシンサニー（1990年報知杯4歳牝馬特別, 優駿牝馬）
- ダイタクヘリオス（1990年クリスタルカップ、1991年・1992年マイルチャンピオンシップ、1992年マイラーズカップ, 毎日王冠）
- ディクターガール（1992年スワンステークス）
- ムービースター（1992年中京記念、1993年中山記念）
- ビワハヤヒデ（1992年デイリー杯3歳ステークス）
- イイデライナー（1994年京都4歳特別）
- ゴールドマウンテン（1994年阪急杯）
- エイシンサンサン（1994年小倉3歳ステークス）
- スプリングバンブー（1995年小倉記念）

その他
- アキヒロホマレ
- ウィッシュドリーム
- エルウェーウィン
- カネトシガバナー
- キョウトシチー
- コガネタイフウ
- タマモストロング
- ナムラコクオー
- バンブーメモリー
- レッツゴーターキン